# Mižirgi
Il monte Mižirgi o Mižirgi-Tau (in russo Мижирги, Мижирги-Тау?; in lingua caraciai-balcara: Мижерген) è la settima montagna più alta tra i cinquemila della Catena del Caucaso. Si trova nella Cabardino-Balcaria (Russia), e fa parte della cosiddetta "Catena Laterale" (Боковой хребет).
L'altezza del picco occidentale del Mižirgi raggiunge i 5018,7 m (o 5025 m), il picco orientale i 4924 m.
Le vie di arrampicata hanno un grado di difficoltà a partire da 4b.